# Primula erosa
Primula erosa är en viveväxtart som beskrevs av Nathaniel Wallich. Primula erosa ingår i släktet vivor, och familjen viveväxter. Inga underarter finns listade i Catalogue of Life.